# Emilio Bueso
Emilio Bueso Aparici (Castellón, 1974) es un escritor español, especializado en ficción especulativa.

## Biografía
Originalmente influido por el realismo sucio, gana un par de premios tras publicar sus dos primeras novelas de terror y con las dos siguientes pasa a ser considerado como uno de los nombres emergentes de la nueva ciencia ficción española. Es uno de los escasos vanguardistas de su hornada en reeditar una obra que ha generado producción académica y sido objeto de crítica comparada. La visión distópica de un mundo sin combustibles fósiles que plantea su novela Cenital (Salto de Página, 2012), supone, según la crítica especializada, una de las cinco mejores narraciones de la literatura de anticipación original en castellano.
Durante el periodo 2011-2014 publicó cuatro novelas y fue galardonado con cuatro premios. Extraños eones se integró en el primer catálogo de novela contemporánea de la Editorial Valdemar, decana en narrativa de terror en castellano, con una novela que fue votada libro del año por los lectores de literaturas.com y que apareció en la selección de las mejores obras del género en 2014 del diario El Periódico.
A partir de 2017 comienza una nueva etapa bajo el sello editorial Ediciones Gigamesh, que dará lugar a la trilogía Los ojos bizcos del sol, una actualización del Espada y planeta de corte biopunk que no tardará en acumular diversas ediciones y reediciones, así como una adaptación al cómic. En 2024 vuelve a la narrativa de terror lovecraftiana con Naturaleza muerta, que será su primer trabajo para un gran grupo editorial.
Ingeniero de formación, fue coautor del soporte documental del servicio RAID del núcleo del sistema operativo GNU/Linux, y es profesor del Departamento de Lenguajes y Sistemas Informáticos de la Universidad Jaume I de Castellón. Trabaja como responsable de tecnología en una institución interuniversitaria.

## Obra

### Novela
- Naturaleza muerta (Ediciones B, 2024)
- Extraños Eones (Valdemar, 2014)
- Esta noche arderá el cielo (Salto de Página, 2013)[8]
- Cenital (Salto de Página, 2012)
- Diástole (Salto de Página, 2011)[9][10]
- Noche Cerrada (Verbigracia, 2007)[11]

### TrilogíaLos ojos bizcos del sol
1. Transcrepuscular (Gigamesh, 2017)
2. Antisolar (Gigamesh, 2018)
3. Subsolar (Gigamesh, 2020)

### Libros de relatos
- Ahora intenta dormir (Valdemar, 2015)

## Premios
- 2021 - Ganador Premio Celsius 232 de la Dirección
- 2021 - Finalista Premio Kelvin 505 de Novela
- 2019 - Finalista Premio Kelvin 505 de Novela
- 2018 - Finalista Premio Kelvin 505 de Novela
- 2017 - Ganador Premio QUBO de Narrativa
- 2015 - Ganador Premio Nocte de Novela
- 2015 - Ganador LIBRO2014
- 2014 - Finalista premio Ignotus de Novela
- 2013 - Finalista Premio Ignotus de Novela
- 2013 - Ganador Premio Celsius de Novela
- 2012 - Finalista Premio Nocte de Novela
- 2012 - Finalista Premio Ignotus de Novela
- 2012 - Ganador Premio Celsius de Novela
- 2012 - Finalista Premio ScifiWorld de Relato
- 2011 - Ganador Premio Nocte de Relato
- 2009 - Ganador Premio Domingo Santos de Relato
- 2007 - Finalista Premio Avalon de Relato